# El rapto de Bunny Lake
El rapto de Bunny Lake es una película de drama psicológico británico-estadounidense de 1965, dirigida y producida por Otto Preminger. Fue filmada en formato panorámico en blanco y negro en Londres y está basada en la novela homónima de 1957 de Merriam Modell. Está protagonizada por Carol Lynley como una madre que busca a su hija desaparecida, Keir Dullea como su hermano y Laurence Olivier como el oficial de policía que investiga el caso. La partitura es de Paul Glass y el tema de apertura se escucha a menudo como un estribillo. La banda de rock The Zombies aparece en la película, en una transmisión de televisión.
Aunque inicialmente recibida con indiferencia por parte de los críticos y subestimada por el mismo Preminger, El rapto de Bunny Lake ha sido revaluada desde entonces, particularmente por sus méritos técnicos.

## Trama
La madre soltera estadounidense Ann Lake, que recientemente se mudó a Londres desde Nueva York, llega al preescolar Little People's Garden para recoger a su hija, Bunny, la cual ha desaparecido misteriosamente. Una administradora recuerda haber conocido a Ann, pero afirma no haber visto nunca a la niña desaparecida. Ann y su hermano Steven registran la escuela y encuentran a una peculiar anciana que vive en el piso de arriba y afirma que colecciona las pesadillas de los niños. Desesperados, los Lake llaman a la policía y el superintendente Newhouse llega al lugar. Todo el mundo se convierte en sospechoso y Newhouse se mantiene firme, siguiendo diligentemente todas las pistas. La policía y Newhouse deciden visitar la nueva residencia de los Lake.
Llegan a la conclusión de que todas las cosas de Bunny se han retirado de la casa. Ann no puede entender por qué alguien haría esto y reacciona emocionalmente. Newhouse comienza a sospechar que Bunny Lake no existe, después de enterarse de que "Bunny" era el nombre del amigo imaginario de la infancia de Ann. El casero de Ann, un actor envejecido, intenta seducirla. Newhouse decide conocer mejor a Ann para aprender más sobre Bunny. Él la lleva a un pub local donde la llena de brandy y soda.
A su regreso a casa, Ann descubre que todavía tiene el boleto de reclamo de la muñeca de Bunny, que fue llevada a un hospital de muñecas para su reparación. Considerando que la muñeca es una prueba de la existencia de Bunny, corre frenéticamente al hospital de muñecas a altas horas de la noche y recupera la muñeca. Steven llega más tarde y cuando Ann le muestra la muñeca, Steven la quema para hacerla desaparecer y luego golpea Ann dejándola inconsciente. Lleva a Ann a un hospital y le dice a la enfermera de escritorio que Ann ha estado alucinando sobre una niña desaparecida que no existe. Ann es puesta bajo observación con instrucciones de que la seden si se despierta.
Ann se despierta en el hospital y escapa. Descubre que Steven está enterrando las posesiones de Bunny en el jardín y que había sedado a la niña, escondiéndola en la cajuela de su auto. Steven insinúa un interés incestuoso con su hermana y se queja de que Bunny siempre se ha interpuesto entre ellos. Creyendo que Ann ama a Bunny más que a él, la niña amenaza el sueño de Steven de un futuro con su hermana. Ann, al darse cuenta de que su hermano está loco, comienza a jugar juegos infantiles con Steven, para distraerlo de matar a  Bunny. Newhouse, después de haber descubierto que Steven le mintió a la policía sobre el nombre del barco que llevó a los Lake a Inglaterra, se va rápidamente a su residencia y llega a tiempo para detener a Steven y rescatar con éxito a Ann y Bunny.

## Reparto
| - Laurence Olivier como Newhouse - Carol Lynley como Ann - Keir Dullea como Steven - Martita Hunt como Ada Ford - Anna Mcomosey como Elvira - Clive Revill como Andrews | - Finlay Currie como el fabricante de muñecas - Lucie Mannheim como el cocinero - The Zombies como ellos mismos - Noël Coward como Wilson - Suky Appleby como Bunny Lake'} |

## Detalles de la producción
Adaptando la novela original, Preminger trasladó la historia de Nueva York a Londres, donde le gustaba trabajar. Su visión oscura y siniestra de Londres hizo uso de muchos lugares reales: el Museo de Muñecas Barry Elder en Hammersmith sustituyó al hospital de muñecas, para la Little People's Garden School utilizó edificios escolares en Hampstead, y la casa "Frogmore End" era una que había pertenecido al padre de la novelista Daphne du Maurier, Sir Gerald du Maurier. Preminger consideraba que el desenlace de la novela carecía de credibilidad, por lo que cambió la identidad del posible asesino, lo cual provocó muchas reescrituras por parte de sus guionistas británicos John Mortimer y Penelope Mortimer antes de que Preminger estuviera satisfecho.
Al igual que con la película Psycho de 1960, no se admitieron audiencias después del comienzo de la película. Esta no era una práctica común en ese momento y se enfatizó en la promoción de la película, incluso en el cartel, que advertía: "¡Nadie es admitido mientras el reloj está en marcha!" ("No One Admitted While the Clock Is Ticking!")
La banda de rock inglesa The Zombies aparece en los créditos y en el póster de la película por su contribución de tres canciones a la banda sonora de la película: "Remember You", "Just Out of Reach" y "Nothing's Changed". La banda aparece actuando en un televisor en el pub donde el Newhouse se encuentra con Ann, y "Just Out of Reach" suena en la radio de un conserje mientras Ann escapa del hospital. Con Preminger presente en el estudio, la banda grabó un anuncio de radio de dos minutos con la melodía de "Just Out of Reach" que promocionó el lanzamiento de la película e instó al público a "¡ Ven a tiempo!" de acuerdo con la política de admisión tardía de la película. Estos esfuerzos representan un ejemplo temprano de lo que se convirtió en la práctica común de Hollywood de vínculos promocionales con actos musicales populares.

## Recepción
A pesar de una sinopsis intrigante y una campaña promocional, la película fracasó en la taquilla y fue recibida negativamente por la prensa cinematográfica de la época. Los críticos señalaron que Preminger habría desperdiciado el talento de Olivier y Coward, dando la mayor parte del tiempo de pantalla a los jóvenes Lynley y Dulli. Hoy la película se considera de culto, en particular son famosos los créditos iniciales de Saul Bass y el inusual trabajo de cámara de Denis Kup.
Matthias Merkelbacher elogió las actuaciones y señaló ciertas debilidades del guion: La película "Está repleta de personajes fabulosos: Martita Hunter como Ada Ford, la excéntrica fundadora del preescolar, es simplemente maravillosa. Noël Coward como Wilson por un lado cumple claramente una función, por otro lado ya es un indicio del abismo al que la trama llevará al espectador... La tensión entre tradición y futuro determina en última instancia la historia en más de una forma. y eso convierte a El rapto de Bunny Lake en una trampa psicológicamente sofisticada de la que no hay escapatoria para el espectador. Hubiera sido prudente que los guionistas hubieran prestado tanta atención a la simple lógica de la trama. En vista de las relaciones entre las personas, no parece concluyente en todos los detalles. Entonces Otto Preminger perdió la oportunidad de otra obra maestra. En cualquier caso, El rapto de Bunny Lake es un thriller idiosincrásico de la fase post-noir que bien merece la pena ser visto."

## Medios audiovisuales
La película fue lanzada en DVD en 2005 (Región 1) y 2007 (Región 2). En 2014, Twilight Time lanzó una edición limitada en disco Blu-ray .

## En la cultura popular
La película fue mistificada en la revista Mad, en la edición de abril de 1966 (# 102), bajo el título "Bubby Lake Missed by a Mile"  En Better Call Saul, Temporada 3, Ep.6, a los 39 min, Chuck McGill pasa frente a una sala de cine ("Kimo") donde se muestra a Bunny Lake is Missing